# امیررضا واعظی آشتیانی
امیررضا واعظ آشتیانی (زاده ۱۳۳۷ در آشتیان) سیاستمدار اصول‌گرای اهل ایران است. او سابقه عضویت در شورای اسلامی شهر تهران، مدیریت عاملی باشگاه استقلال تهران و ریاست فدراسیون دوچرخه‌سواری ایران را دارد. او عضو شورای مرکزی حزب مؤتلفه اسلامی است و پیشتر عضو حزب جمهوری اسلامی بوده‌است. او همچنین عضو هیئت مدیره بیمه رازی است.